# 河北町立谷地南部小学校
河北町立谷地南部小学校（かほくちょうりつ やちなんぶしょうがっこう）は山形県西村山郡河北町にある公立小学校。

## 概要
谷地地区の南部にある小学校である。児童数は谷地中部小学校に次いで多い。

## 所在地
- 西村山郡河北町谷地荒町東1丁目7－1

## 沿革
- 1903年（明治36年） - 谷地尋常高等小学校より分離し、谷地南部小学校として開校。
- 1947年（昭和22年） - 谷地町立谷地南部小学校に改称
- 1954年（昭和29年） - 町村合併により河北町立谷地南部小学校に改称
- 1957年（昭和32年） - 校舎完成
- 1997年（平成9年） - 新校舎竣工

## 学区
- 前東・長表西・長表東・道海・東町・荒町北・荒町中・荒町 南・荒町西・高南・高中・高北・旭町・新町・土慶小路・要害・杉の下・山王・県営住宅・サンコーポラス 河北・かすみ町[1]

## 児童数
| 年度 | 男子 | 女子 | 計  |
| ---- | ---- | ---- | --- |
| 2012 | 135  | 101  | 236 |

## 卒業後
- 河北中学校へ進学する。